# Tommy Robinson
Stephen Yaxley-Lennon, plus connu sous les pseudonymes de Tommy Robinson, Andrew McMaster et Paul Harris, né le 27 novembre 1982 à Luton (Angleterre), est un militant politique britannique d'extrême droite et islamophobe. 
Il est le cofondateur en 2009, puis ancien porte-parole et dirigeant de 2009 à 2013, de l’English Defence League (EDL), un groupuscule issu de la mouvance hooligan et identitaire, islamophobe,. Il a également fondé la European Defence League. Pendant une courte période en 2012, Robinson fut vice-président du Parti britannique de la liberté. Il a plusieurs fois été condamné, dont fin octobre 2024 à 18 mois de prison ferme, pour avoir violé une décision de justice de 2021, qui lui interdisait de répéter des propos diffamatoires envers un réfugié syrien. 

## Biographie
Fils de migrants irlandais, Lennon grandit dans la ville anglaise de Luton.
En 2004, il adhère au Parti national britannique, un parti fasciste créé par des admirateurs d'Hitler qui voulaient recréer des aspects du Troisième Reich au Royaume-Uni après la Seconde Guerre mondiale, dans lequel il reste un an. Il le quitte, expliquant ne pas s'être rendu compte qu'il s'agissait d'un parti raciste.
En 2009, il fonde l’English Defence League, un mouvement classé à l’extrême droite dont le but affiché est de combattre l'islamisation de l'Angleterre.
En 2015, la presse anglaise parle abondamment de lui lorsqu'il dévoile une offre de corruption de l'homme politique du Parti conservateur d’origine pakistanaise, Afzal Amin (en), lui proposant d'organiser une fausse manifestation de l'EDL contre la grande mosquée de Dudley,.
En 2016, Robinson refonde le mouvement anti-islam et anti-réfugiés Pegida UK, branche anglaise du mouvement du même nom.
En 2017, Darren Osborne, l'auteur de l'attaque de la mosquée de Finsbury Park à Londres qui fait un mort et dix blessés, dit s'être inspiré des écrits de Robinson. Robinson estime que cet attentat est une « vengeance » en réponse à ceux de Londres.
Tommy Robinson est invité par plusieurs parlementaires, dont Paul Gosar, à s'exprimer devant des membres du Congrès des États-Unis le 14 novembre 2018 mais ne peut honorer l'invitation, n'ayant pas obtenu un visa à temps.
Après avoir été banni de Twitter en mars 2018, Tommy Robinson est banni de PayPal en novembre 2018.
En novembre 2018, il devient conseiller « sur les gangs de viol et la réforme des prisons » pour le parti eurosceptique UKIP, ce qui provoque un déchirement au sein du parti.
Le 23 février 2019, Tommy Robinson manifeste devant le siège de la BBC à Salford en diffusant le documentaire Panodrama, en référence et en réaction à Panorama, une émission dont les journalistes enquêtent sur lui. La BBC rejette toute accusation de trucage ou de biais dans les reportages qu'elle diffuse. Elle transmet les excuses du reporter John Sweeney (en) pour les remarques offensantes et inappropriées faites lors de l'enquête pour Panorama. En octobre 2019, lors de son départ de la BBC, John Sweeney regrette que son documentaire ait été abandonné par la BBC et insulte Tommy Robinson.
Le 26 février 2019, Tommy Robinson est banni de Facebook et d'Instagram pour avoir publié des messages jugés haineux au regard des conditions d'utilisation de deux plates-formes. Pour Facebook, Tommy Robinson a dans ses publications « un langage déshumanisant et des appels à la violence dirigés contre les musulmans ». Pour Tommy Robinson, Facebook a réagi à la diffusion de son dernier documentaire, qui « montre comment l’establishment travaille avec les médias pour » le « faire tomber et » le « détruire ». Il s’agit, selon lui, « d’une attaque contre la liberté d’expression à travers le monde ».
En avril 2019, sous le pseudonyme Tommy Robinson, il se présente comme candidat indépendant dans la circonscription d'Angleterre du Nord-Ouest pour « représenter la classe ouvrière » aux élections européennes. Sa campagne, émaillée de violences, est jugée « moche et chaotique » par The Guardian. Comme d'autres candidats nationalistes (Nigel Farage et Carl Benjamin), il est victime, durant la campagne, d'attaques au milkshake. Une de ces attaques a eu lieu alors qu'il circulait dans un quartier à forte population d'immigrés afin de les apostropher comme il a coutume de le faire pendant sa campagne. Son attaquant, un jeune de 23 ans, Danyaal Mahmud, finit à l’hôpital roué de coups par les gardes du corps de Robinson[source insuffisante]. Il échoue à se faire élire.
En janvier 2020 Tommy Robinson reçoit le prix Sappho (cs) décerné par l'organisation danoise International Free Press Society (en). Il s'agit d'un prix décerné à une personnalité qui fait preuve d'un courage sans compromis dans la lutte pour la liberté d'expression,,.

## Affaires judiciaires
En 2005, il est condamné à douze mois de prison pour l’agression d'un policier hors service.
En juillet 2011, il est reconnu coupable de hooliganisme. Il écope d'une peine de douze mois de prison avec sursis ainsi qu'une interdiction d'assister aux matchs de Luton pendant trois ans[réf. non conforme]. En septembre de la même année, il est condamné pour une agression commise à Blackburn.  
En janvier 2013, il est condamné à dix mois de prison pour utilisation frauduleuse de passeport.
En janvier 2014, il est condamné à dix-huit mois de prison pour fraude hypothécaire.
Le 25 mai 2018, Tommy Robinson est arrêté par la police pour trouble à l'ordre public devant le tribunal de Leeds, alors qu'il filmait l'ouverture d'un procès de l'affaire des viols collectifs de Telford en violation d'une décision de justice de restriction de reportage,. À ce titre, il est condamné le jour même par le juge Geoffrey Marson QC pour outrage au tribunal à dix mois de prison et à trois mois supplémentaires correspondant au sursis d'une peine précédente. 
Le 31 mai, une pétition réunissant plus de 500 000 signatures réclamant sa libération est adressée à Theresa May. Le 9 juin 2018, une manifestation en faveur de sa libération près de Trafalgar Square dégénère. Il est transféré le 12 juin 2018 à la prison de Onley (en) . Tommy Robinson tente d'obtenir une réduction de sa peine en appel. Des manifestations de soutien à Leeds et à Lincoln le 7 juillet, jour anniversaire des attentats à la bombe islamistes de Londres en 2005, sont annulées par les organisateurs de For Britain (en) pour cause de concomitance avec le quart de finale Suède - Angleterre de la Coupe du monde de football de 2018. Des manifestants se rendent néanmoins à Leeds à l'appel des Yorkshire Patriots. Des heurts ont lieu avec les policiers lorsque de l'ordre de 250 manifestants et 750 contre-manifestants anti-fascistes convergent à proximité de la gare,. Le 14 juillet, deux manifestations de soutien à Tommy Robinson et à Donald Trump se rejoignent à Whitehall. Plusieurs personnalités politiques de droite, comme le représentant républicain de l'Arizona Paul Gosar ou le député néerlandais Geert Wilders du Parti pour la liberté, sont également venues soutenir Tommy Robinson. Le 1er août 2018, il est libéré sous caution par la cour d'appel qui maintient néanmoins la condamnation initiale du tribunal de Canterbury mais décide aussi qu'il doit être rejugé pour les événements de Leeds. Ce nouveau procès doit intervenir en juillet 2019.
En mars 2019, il perd un procès contre la police du Cambridgeshire qu'il accusait de harcèlement et est condamné à payer 20 000 £ de frais de justice ; à l'issue du jugement, il déclare vouloir faire appel.
En mai 2019, un écolier d'origine syrienne qu'il accusait d'avoir agressé des petites filles blanches dépose plainte contre lui pour diffamation.
En juillet 2019, il est condamné en appel à 9 mois de prison ferme pour outrage au tribunal (peine réduite à  19 semaines pour tenir compte des trois mois déjà passés en prison en 2018 avant de pouvoir faire appel). Avant d'effectuer le reste de sa peine, il demande l'asile politique au président américain Donald Trump, avançant « risquer sa vie » en prison,. Une manifestation de soutien lui est organisée à Londres le 3 août 2019. Le 13 septembre 2019, il sort de la prison de haute sécurité de Belmarsh et déclare ne pas y avoir été attaqué, ayant été maintenu dans un total isolement.
Il est à nouveau arrêté en juillet 2024 pour avoir organisé une manifestation contre l'immigration illégale en Angleterre. L’English Defence League ainsi que l'acteur-influenceur Laurence Fox, puis Nigel Farage, ont été accusés également ce même mois d'avoir instrumentalisé notamment par de fausses nouvelles le meurtre au couteau de trois fillettes par un déséquilibré, à Southport (Royaume-Uni), celui-ci ayant été ensuite placé en garde à vue après ces crimes. Les émeutes continuent malgré tout et se répandent dans plusieurs villes du Royaume-uni dont Hartlepool, Sunderland et Liverpool, inquiétant les autorités et la communauté musulmane du pays,,. 
Il est condamné (fin octobre 2024) à 18 mois de prison ferme, pour avoir outrepassé une décision de justice de 2021 lui interdisant de répéter des propos diffamatoires envers un réfugié syrien. Elon Musk demande sa libération,.
En 2025, Tommy Robinson est poursuivi en justice pour harcèlement avec menaces de violence envers deux journalistes de Mail Online à la suite de messages envoyés via son compte X en août 2024, dans lesquels il menace de se rendre à leur domicile, ainsi que pour avoir publié des photos modifiées des proches des journalistes.
Le 29 juillet 2025, Robinson est impliqué dans une agression présumée à la gare de St Pancras à Londres. Une vidéo le montre marchant à côté d'un homme immobile gisant au sol, en déclarant « il m'a attaqué ». La police des transports britanniques ouvre une enquête pour agression grave, la victime étant hospitalisée dans un centre de traumatologie avec des blessures sérieuses mais non mortelles. Robinson quitte le Royaume-Uni quelques heures après l'incident, prenant un vol la nuit. Il est arrêté à son retour le 4 août,,.

## Orientation politique
Tommy Robinson est défini d'extrême droite, et est qualifié de « candidat fasciste » du fait qu'il est l'un des fondateurs de l’English Defence League par le quotidien Libération.
Les prises de position de Robinson contre l'islam sont considérées par certains observateurs[Par qui ?] comme de l'opportunisme, compte tenu de la crise des réfugiés et de l'instabilité politique dans certains pays du Moyen-Orient et d'Afrique. Ainsi, Robinson qualifie l'enseignement comme « pris d'assaut par l'islam », milite pour l'arrêt de l'immigration musulmane qu'il considère comme une « maladie » et prône la fermeture des mosquées.

## Publications
- (en) Tommy Robinson Enemy of the State, The Press News Ltd, 2015, 344 p. (ISBN 978-0-9570964-9-3, ASIN B0196VK3L4)[72].
- (en) avec Peter McLoughlin, Mohammed's Koran : Why Muslims Kill for Islam, CreateSpace Independent Publishing Platform, 2017, 400 p. (ISBN 978-0-9955849-0-7, ASIN B0749P7DZJ).